# Formatie van Bolderberg
De Formatie van Bolderberg of Bolderberg Formatie (afkorting: Bb) is een geologische formatie in de ondergrond van het noorden van België. De formatie bestaat uit een afwisseling van ondiep mariene tot continentale zanden en kleien.
De formatie heeft een ouderdom van Laat-Aquitanien tot en met Burdigalien (ongeveer 21 tot 16 miljoen jaar geleden, in het vroege Mioceen) en dagzoomt in de provincies Brabant en Limburg. In het noorden van deze provincies vormt de formatie een ongeveer 50 meter dik pakket in de ondergrond, behalve in de Roerdalslenk, waar ze meer dan 250 meter dik kan worden.

## Samenstelling
De formatie bestaat voornamelijk uit groenig (glauconiethoudend) fijn zand, dat soms wordt afgewisseld met laagjes grof zand of grind, kleilaagjes of (heel af en toe) bruinkoollaagjes. De grindlaagjes bevatten soms haaientanden of vuursteen-klasten.
De formatie wordt onderverdeeld in twee leden: het Zand van Houthalen en het Zand van Genk. Het stratotype bevindt zich in de Bolderberg, een getuigenheuvel in het westen van de provincie Limburg.

## Stratigrafie
De Formatie van Bolderberg werd ingevoerd in de literatuur door de Belgische geoloog André Dumont in 1850. Ze ligt in de meeste gevallen boven op de oudere (Oligocene) Formatie van Voort en Afzettingen van Rupel. Boven de Formatie van Bolderberg liggen de jongere (Laat-Miocene) Formatie van Diest en Formatie van Kasterlee.
De Formatie van Bolderberg is waarschijnlijk correleerbaar (gelijktijdig gevormd) met de Formatie van Berchem verder naar het westen, in de provincie Antwerpen. Richting Nederland zet deze zich voort als het Laagpakket van Heksenberg in de Formatie van Breda.